# Chongjin
Chongjin (Ch'ŏngjin-si; 청진시) é a terceira maior cidade da Coreia do Norte. É também a capital da província de Hamgyong Norte.
Chongjin esta situada mais ao norte do país, sendo banhada pelo Mar do Japão e possuindo um dos principais portos do país, para exportação e importação de produtos.

## Economia
A economia de Chomgjin esta muito ligada a produção de metal e aço, além das atividades do porto. Tem indústria da borracha e construção civil. Devido a grande concentração de indústrias pesadas na região, a cidade sofre de altos índices de poluição atmosférica.